# السعودية في كأس آسيا 1988
شارك المنتخب السّعُوديّ في بطولة كأس آسيا 1988 والتي عُقِدَت في قطر.
تمكّن المنتخب السعودي من الحفاظ على لقبه الذي حقّقه قبل أربع سنوات في سنغافورة، بعد فوزه في النهائي على المنتخب الكوري الجنوبي بركلات الترجيح (5-4).

## التصفيات
بصفته حاملا للقب، تم إعفاء المنتخب السعودي من التصفيات، وتأهل تلقائيًا للبطولة.

## التحضيرات
من أجل الاستعداد للبطولة، أجرى المنتخب السعودي أربع مباريات ودية في أستراليا (مرتين أمام نيوزيلندا وهونغ كونغ)، قبل المشاركة في الكأس الذهبية الأسترالية بمناسبة مئوية الاستقلال الثانية، وهي بطولة ودية أقيمت عام 1988 بمناسبة مرور 200 سنة على استقلال أستراليا. وشارك فيها المنتخب الأرجنتيني بطل كأس العالم 1986، والمنتخب البرازيلي بطل كوبا أمريكا، والمنتخب السعودي بطل كأس آسيا 1988، والمنتخب الأسترالي البلد المستضيف.
وقبل أسابيع قليلة من التوجه إلى الدوحة، أجرى المنتخب السعودي ثلاث مباريات تحضيرية، ضد كل من مصر وإنجلترا وتونس.
| السعودية | 0–0 | مصر |
| -------- | --- | --- |
|          |     |     |

| السعودية     | 1–1 | إنجلترا       |
| ------------ | --- | ------------- |
| عبد الله 15' |     | توني آدمز 54' |

| السعودية | 1–0 | تونس |
| -------- | --- | ---- |
| عبد الله |     |      |

## مرحلة المجمُوعات

### السعُودية ضد سوريا
| السعودية | 2–0              | سوريا |
| -------- | ---------------- | ----- |
|          | (تقرير المقابلة) |       |

### السّعُودية ضد الكويت
| السعودية | 0–0              | الكويت |
| -------- | ---------------- | ------ |
|          | (تقرير المقابلة) |        |

### السعُودية ضد البحرين
| السعودية         | 1–1              | البحرين                |
| ---------------- | ---------------- | ---------------------- |
| يوسف الدوسري 78' | (تقرير المقابلة) | فهد محمد 44' ركلة جزاء |

### السّعُودية ضد الصين
| السعودية    | 1–0              | الصين |
| ----------- | ---------------- | ----- |
| الهريفي 56' | (تقرير المقابلة) |       |

## مرحلة خُروج المغلُوب

### نصف النهائي

#### السعودية ضد إيران
| السعودية     | 1–0              | إيران |
| ------------ | ---------------- | ----- |
| عبد الله 16' | (تقرير المقابلة) |       |

### النهائي

#### السعودية ضد كوريا الجنوبية
| السعودية      | 0–0              | كوريا الجنوبية |
| ------------- | ---------------- | -------------- |
|               | (تقرير المقابلة) |                |
| ركلات الترجيح |                  |                |
|               | 5–4              |                |

| بطل كأس آسيا 1988          |
| -------------------------- |
| · السعودية · للمرة الثانية |

## مَرَاجِع
1. ↑  "مباريات كأس أمم آسيا 1988 على موقع مؤسسة إحصاءات وثيقة لرياضة كرة القدم". RSSSF.com. مؤرشف من الأصل في 2019-06-15.